# Anthony Nti
Anthony Nana Kofi Nti (Akim Oda) is een Belgisch scenarioschrijver en regisseur.
Nti werd geboren in Ghana, en verhuisde op tienjarige leeftijd met zijn vader naar België. Hij studeerde aan de filmschool RITCS. Zijn korte film Boi (2016) won de prijs voor het beste debuut op het kortfilmfestival in Leuven. Hij werd eveneens genomineerd voor beste kortfilm op de Ensors. In de jaren daarna regisseerde hij videoclips, waaronder Love Break van The Magician en Hamza en Sun Is Shining van Bob Marley en Robin Schulz, en werkte hij mee aan programma's zoals Hoodie, een serie op Ketnet.
In 2019 brak Nti verder door met zijn afstudeerproject Da Yie, gefilmd in zijn geboorteland Ghana. De film kwam terecht op de shortlist voor een Oscarnominatie in de categorie beste korte film. De film bracht het uiteindelijk tot de beste tien, wat onvoldoende bleek te zijn voor een effectieve nominatie. De film scoorde wel op een reeks andere festivals, zoals het Filmfestival van Gent. Internationaal won Nti eveneens de belangrijkste trofee op het Clermont-Ferrand International Short Film Festival. In 2021 won hij de prijs Belofte van het jaar bij de Ensor-uitreikingen.
In 2021 werd op Eén zijn miniserie De Shaq, met onder anderen Prince K. Appiah, Bart Hollanders en Soe Nsuki in de hoofdrollen, uitgezonden.
In 2022 werd Nti door het Amerikaans tijdschrift Forbes opgenomen in de prestigieuze 30 Under 30-lijst, in de categorie Entertainment.

## Trivia
- In 2021 speelde Nti mee in de quiz De Slimste Mens ter Wereld. Eerder had hij hiervoor ook al een promofilmpje gemaakt. Hij speelde zes afleveringen mee en mocht naar de finaleweken, maar won geen enkele aflevering.